# متحف القوات الجوية الإسرائيلية
متحف القوات الجوية الإسرائيلية (بالعبرية: מוזיאון חיל האוויר) ، هي متحف محلي تهتم بوضع الطائرات العسكرية وكل ماتتعلق بقوات المسلحة في فلسطين المحتلة ، وبالتحديد في صحراء النقب، أسست سنة 1977م وتم افتتاحها رسميا عام 1992م، وتعرض فيه كل الطائرات والصواريخ التي تملكها الجيش الإسرائيلي بالإضافة إلى عرض طائرات عربية والتي أسرها الاحتلال والتي تشمل بعض طائرات القوات الأردنية واللبنانية والمصرية والسورية والعراقية.

## وصلات خارجية
- Website